# Petagnaea gussonei

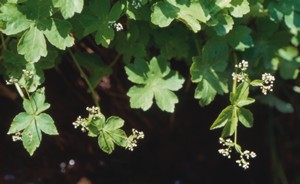

Petagnaea gussonei (Spreng.) Rauschert – gatunek rośliny należący do monotypowego rodzaju Petagnaea Caruel z rodziny selerowatych, występujący paleoendemicznie w Monti Nebrodi w północno-wschodniej Sycylii.
Nazwa naukowa rodzaju została nadana na cześć Vincenzo Petagna, neaopolitańskiego botanika.

## Morfologia
PokrójWieloletnia roślina zielna z mięsistym kłączem, osiągająca wysokość 15–45 cm.
LiścieLiście odziomkowe długie, ogonkowe. Liście łodygowe dłoniasto-sieczne, o listkach klinowatych, odwrotnie jajowatych, z ząbkowato siecznymi brzegami.
KwiatyZebrane w dwuramienną wierzchotkę, charakteryzującą się karłowatym kwiatem szczytowym i dwoma bocznymi kwiatostanami na wydłużonych szypułach, złożonych z kilku baldachów. Każdy baldach składa się na ogół z trzech kwiatów męskich i jednego obupłciowego. Kwiat obupłciowy ma rurkę kielicha połączoną z zalążnią, która ma dziesięć żeber, z których pięć jest grubszych. Krawędź kielicha tworzy pięć białawych, wyprostowanych i lancetowatych ząbków, z których każdy ma wydatne żebro centralne, będące przedłużeniem żebra zalążni. Pięć pręcików jest mocno brodawkowatych i zakrzywionych do wewnątrz. Kielich kwiatu męskiego jest zielony, dzwonkowaty i zwieńczony długimi białawymi ząbkami. Pięć pręcików zbudowanych jest podobnie jak w kwiecie obupłciowym. Płatki korony obu kwiatów są sercowate, okryte działkami kielicha i tak długie jak one lub dwa razy dłuższe. W fazie kwitnienia nitki pręcików są wyprostowane, a pylniki wystają na zewnątrz. W przeciwieństwie do kwiatu obupłciowego, który wcześnie traci pręciki, pręciki kwiatów męskich dojrzewają później. Zalążnia składa się z warstwy epidermy tworzonej przez wydłużone i wypukłe komórki izodiametryczne, cienkiej kutykuli z anomocytycznymi aparatami szparkowymi, wielowarstwowej chlorenchymy i miękiszu spichrzowego. Po dojrzewaniu naskórek staje się wodoodporny, egzoderma ulega suberynizacji, a tkanki miękiszowe ulegają degeneracji i przekształcają się w sklerenchymę, tworząc kryształki szczawianu wapnia, które sprawiają, że owoce są twarde. Również rdzeń miękiszowy ulega degeneracji, powodując powstanie dużej jamy, w której rozwija się pojedyncze nasiono.
OwoceNagie, ciemnobrązowe niełupki o średnicy 2–5 mm, o zatartym zarysie żeberek.

## Biologia
SiedliskoGatunek zasiedla dolną krawędź pasa roślinności wilgociolubnej, graniczącego z zacienionymi, leśnymi potokami górskimi lub strumykami, które nie wysychają latem. Roślina preferuje miejsca, w których nurt jest spokojny, a podłoże nasiąknięte wodą.
RozwójGatunek ten zwykle rozmnaża się bezpłciowo przez rozłogi, które wyrastają poziomo u nasady rośliny. Mechanizm ten pozwala roślinie skolonizować mokre brzegi strumieni. Produkcja nasion występuje sporadycznie, a zdolność kiełkowania jest bardzo niska. Kwitnienie następuje w końcu maja i na początku czerwca.

## Systematyka
Pozycja systematycznaGatunek z monotypowego rodzaju Petagnaea w obrębie plemienia Saniculeae w podrodzinie Apioideae, w rodzinie selerowatych (baldaszkowatych) Apiaceae.

## Zagrożenie i ochrona
Gatunek ujęty w Czerwonej Księdze Gatunków Zagrożonych IUCN ze statusem zagrożony wyginięciem. 
Znanych jest jedynie kilka subpopulacji tej rośliny, występujących na obszarze ok. 400 km². Głównym zidentyfikowanym zagrożeniem jest ograniczenie dostępności wody w siedliskach z uwagi na zwiększone zużycie przez człowieka. Dlatego pomimo tego, że rośnie na obszarach chronionych, w przypadku dalszego ograniczenia dostępności wody gatunek ten wyginie. 
Gatunek ten jest wymieniony (pod synonimem Petagnia saniculifolia) w Załączniku I Konwencji berneńskiej oraz w Załączniku II Dyrektywy siedliskowej. Znane populacje znajdują się głównie na obszarach chronionych, w tym w Regionalnym Parku Przyrody Nebrodi, rezerwacie przyrody Riserva Naturale Integrale Vallone Calagna sopra Tortorici oraz na obszarach Natura 2000 ITA030002, ITA030001 i ITA030038). Nasiona tej rośliny są przechowywane w banku Departamentu Nauk Botanicznych w Palermo. Gatunek jest uprawiany w ogrodach botanicznych w Palermo, Katanii i Mesynie na Sycylii oraz w ogrodach angielskich Pałacu Królewskiego w Casercie na północ od Neapolu.